# Goudsmid

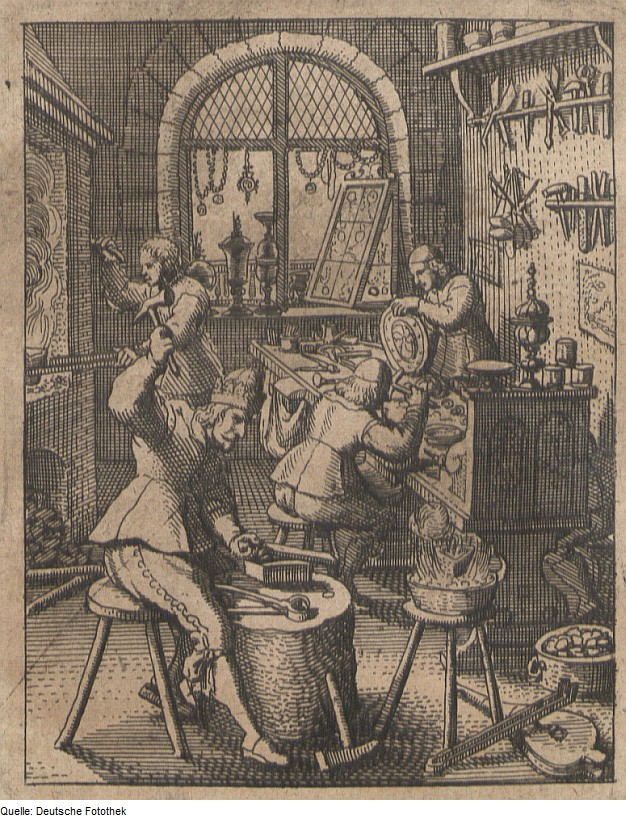
Goudsmeden aan het werk (17e eeuw)

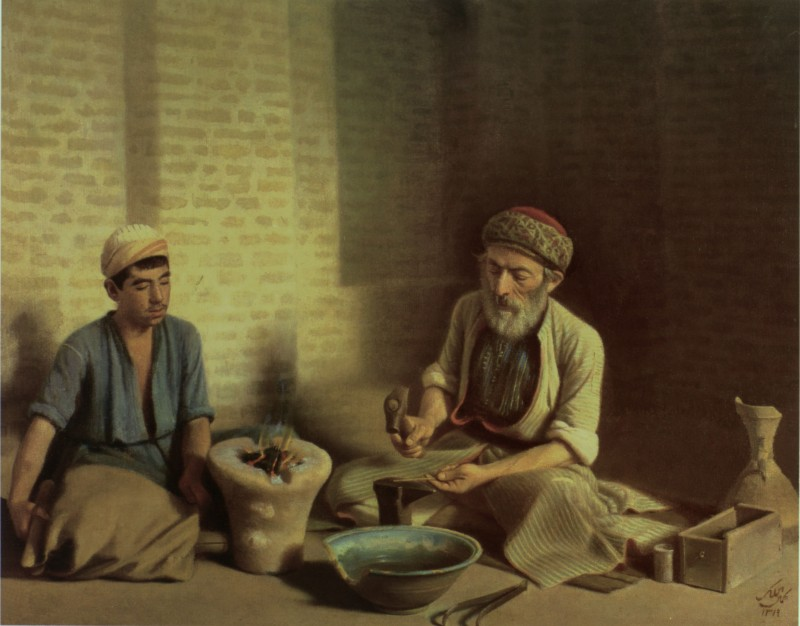
Goudsmid in Baghdad (Kamal-ol-molk, 1901)

Een goudsmid is een metaalbewerker die gespecialiseerd is in het vervaardigen van juwelen en andere sier- en kunstvoorwerpen van edele metalen, zoals goud, zilver, platina en palladium. Vaak worden producten van edelsmeedkunst versierd met edelstenen, halfedelstenen en decoratietechnieken zoals emailleren.

## Definities
In tegenstelling tot wat men zou denken, zeggen de termen edelsmid, goudsmid of zilversmid weinig over het materiaal waarmee de smid werkt, maar des te meer over het eindproduct. Een goudsmid maakt in principe unieke sieraden en kunstvoorwerpen; een zilversmid daarentegen maakt voornamelijk gebruiksvoorwerpen, zoals tafelzilver, kandelaars, tabaksdozen, liturgisch vaatwerk, enz. Een smid die zilveren sieraden maakt, wordt toch tot de goudsmeden gerekend. Omgekeerd kan een zilversmid in principe gebruiksvoorwerpen van goud vervaardigen. Het onderscheid tussen beide beroepen is echter niet strikt. Zo produceerde de Maastrichtse zilversmid Franciscus Wehry (1656-1727) naast een groot aantal gebruiksvoorwerpen, ook een aantal zilveren borstbeelden en reliëfs (zie: Maastrichts zilver). Sommige tafelzilverstukken zijn dusdanig kunstzinnig vormgegeven, dat ze tot de kunstvoorwerpen gerekend kunnen worden. Bij massaproductie van sieraden wordt over het algemeen niet van edelsmeedkunst gesproken.

## Historische ontwikkeling van het goudsmedenambacht

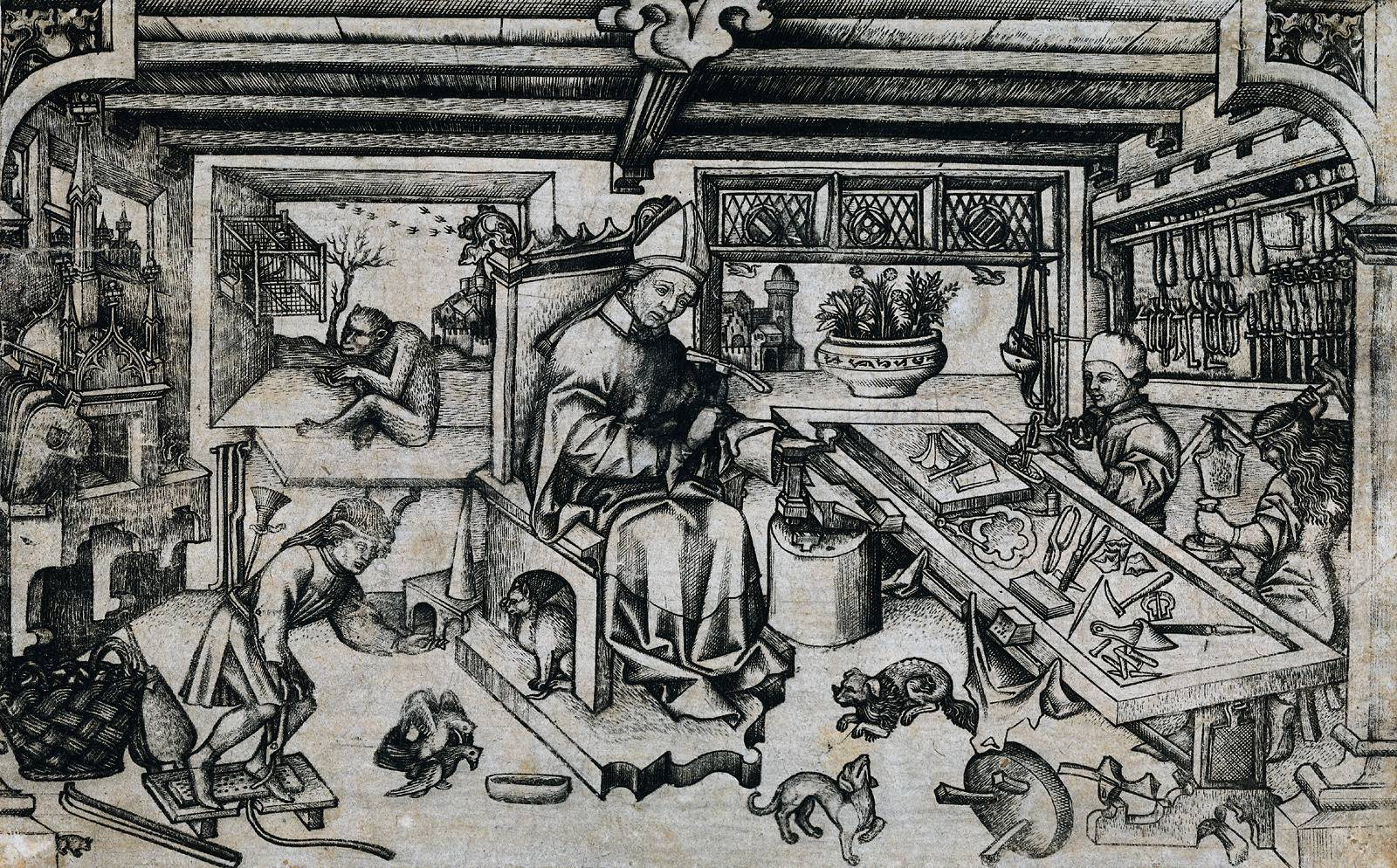
De heilige Eligius, patroonheilige van de goudsmeden, in zijn werkplaats met enkele helpers

De edelsmeedkunst heeft een lange geschiedenis. Aangezien de meeste metalen zich goed laten conserveren - ook na eeuwenlang begraven te zijn geweest - zijn er relatief veel producten van edelsmeedkunst bewaard gebleven van vrijwel alle beschavingen die bekend waren met metaal.
Vanaf het Neoliticum was goud het meest favoriete metaal om sieraden van te maken. Goud werd bewerkt als stenen door middel van schuren en slijpen. Er zijn vondsten uit Catahuyuk (Turkije) waarvan de datering geschat wordt op 6500 v.Chr.
De eerste vondsten van sieraden vervaardigd met andere technieken dateren van 3500 - 2500 v.Chr. en zijn gevonden in Oer in het oude Mesopatamië. Er was ontdekt dat de metalen goud, koper, zilver en ijzer smeedbaar en buigbaar waren en dat de metalen konden worden uitgegloeid en gesmolten. Goudsmeden werkten toentertijd met steen, hout en hoorn. Ook wisten zij dat de temperatuur van vuur verhoogd kon worden door op houtskool te blazen. Hierdoor konden de metalen plat en erg dun gemaakt worden. Plaat en folie zijn de oudste vormen van bewerkt goud. Plaat werd in stroken gezaagd en omgevormd tot draad.
In de middeleeuwse Europese samenleving waren goudsmeden aanvankelijk vrijwel altijd in dienst van kerkelijke instellingen; in veel gevallen waren ze zelf monnik (Hugo van Oignies bijvoorbeeld). Soms waren goudsmeden tevens muntmeesters. Rond 1430 ontwikkelde zich uit de edelsmeedkunst de kunst van het graveren. Enkele beroemde prentmakers uit die tijd waren zelf goudsmid (zoals de Meester E.S.) of kwamen uit families van goudsmeden (Martin Schongauer en Albrecht Dürer).
Met de opkomst van de steden ontstonden vanaf de 14e eeuw de gilden, plaatselijk ook 'ambachten' genoemd, die het uitoefenen van bepaalde beroepen reguleerden, ook dat van goudsmid. In de meeste plaatsen kon men geen goudsmid zijn buiten het (goud)smedengilde om. Het gilde bepaalde wat de toelatingseisen waren - soms moest men geboren zijn binnen een goudsmedenfamilie - en keurde de te gebruiken materialen en de afgeleverde werkstukken. Als kwaliteitswaarborg werd elk werkstuk beproefd door de waardijn of proefmeester en gemerkt met de stadskeur, het meesterteken van de smid en de jaarletter. Er bestond in deze tijd nauwelijks onderscheid tussen goud- en zilversmeden. Als meesterproef werd van een gezel meestal naast een zilveren schaal of kom, een gouden ring met edelstenen of een ander sieraad verlangd. De meeste smedengilden hadden als patroonheilige de heilige Eligius, die zelf smid was.
Pas met de afschaffing van de gilden, in veel gevallen pas rond 1800 met de komst van de Fransen, kwam er meer vrijheid in de uitoefening van het beroep. Door de toegenomen mechanisatie en de daarmee samenhangende lagere productiekosten, nam in de loop van de 19e eeuw de vraag naar ambachtelijk gemaakt tafelzilver af. Door de toegenomen welvaart nam echter de vraag naar unieke sieraden en handgemaakte siervoorwerpen toe, waardoor het traditionele beroep van zilversmid thans vrijwel uitgestorven is en dat van goudsmid/juwelier floreert. Omdat de creaties van een goudsmid meestal uniek zijn, zijn ze om die reden over het algemeen relatief duur.
In het Zuid-Hollandse Schoonhoven bevindt zich een van de weinige opleidingsinstituten voor edelsmeden in Europa: de Vakschool Schoonhoven. De school leidt onder andere op tot goudsmid, zilversmid, juwelier en uurwerktechnicus.

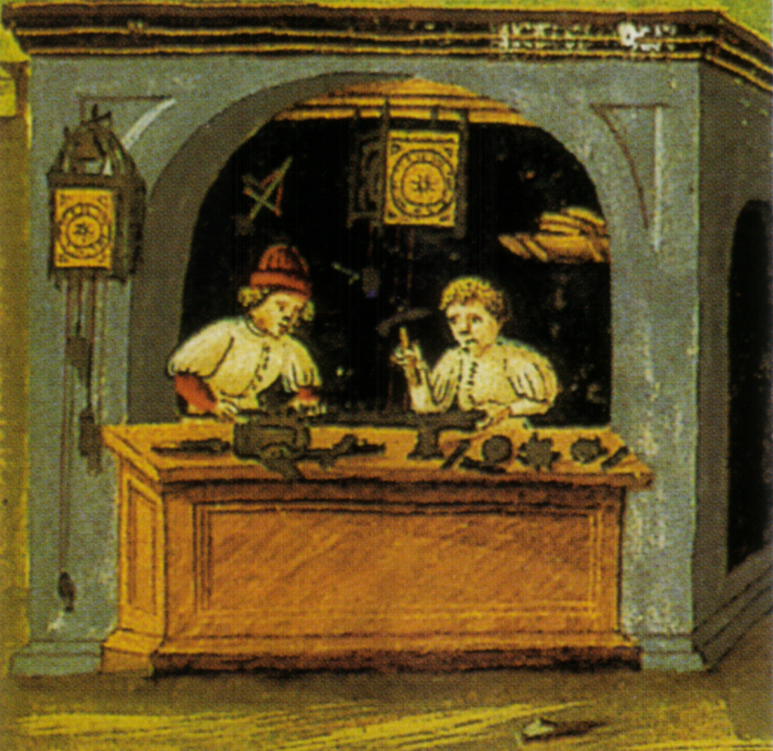
Goudsmid, ca 1480
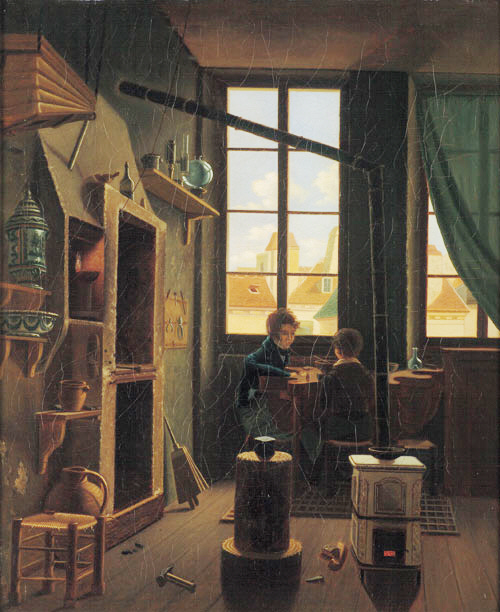
Edelsmidse, ca 1830
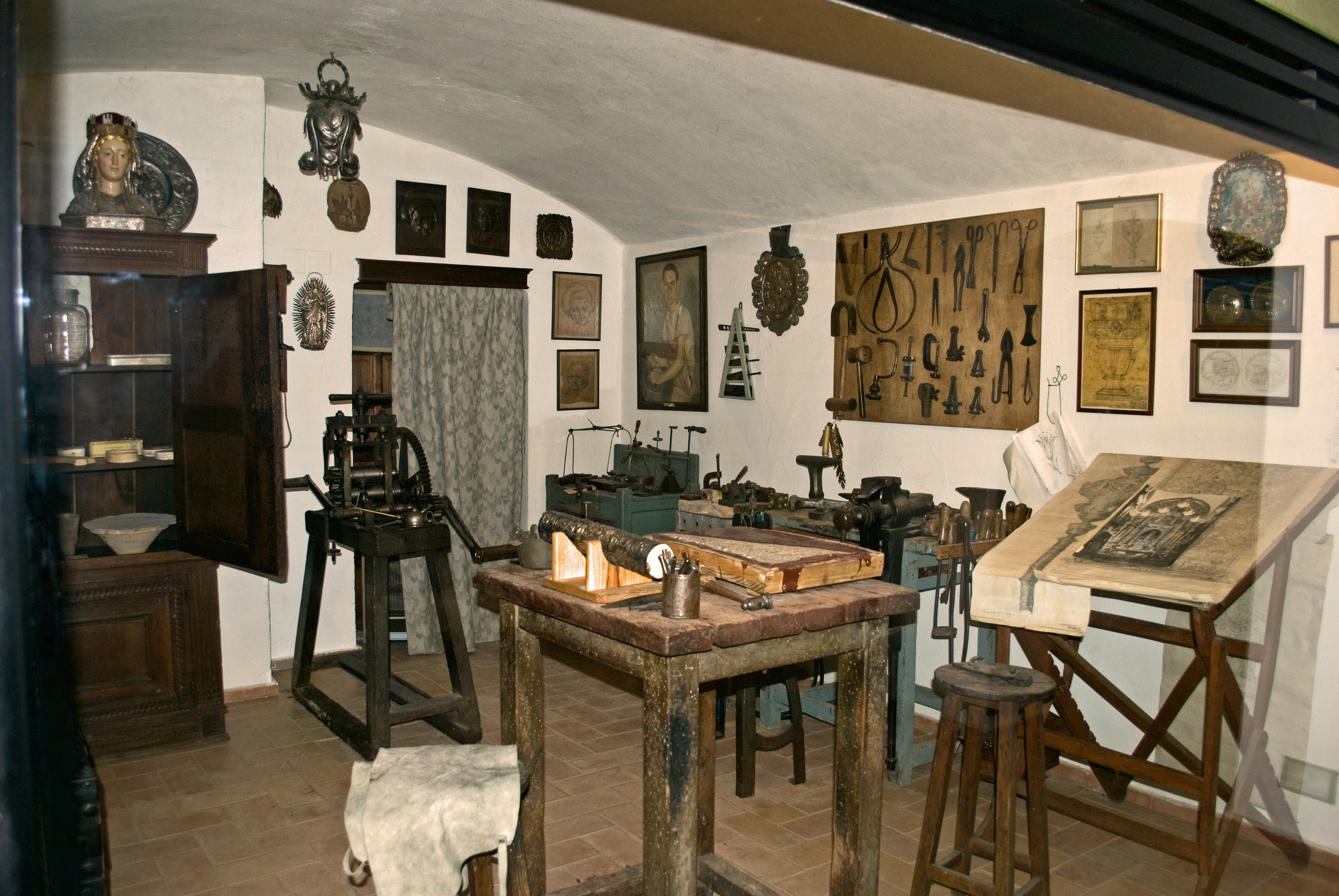
Werkplaats, Sevilla
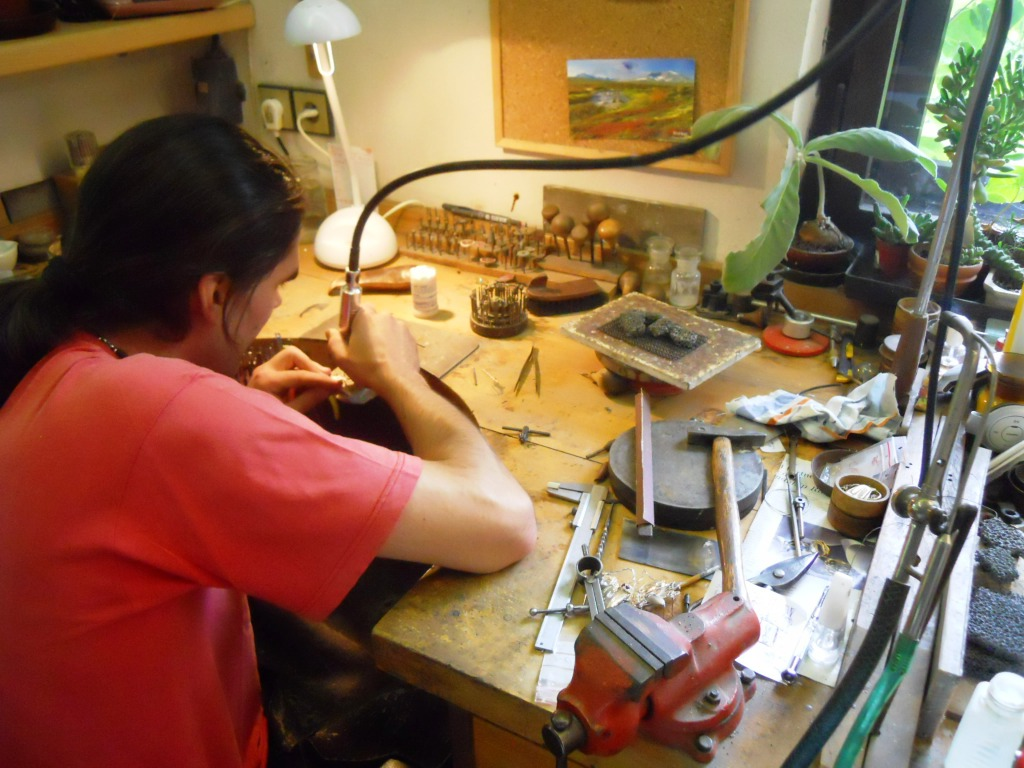
Hedendaagse goudsmid

## Technieken van een goudsmid
Goudsmeden gebruiken al sinds eeuwen dezelfde methoden om edele metalen te bewerken. Deze metalen worden in de regel als legering verwerkt, wat de hardheid, sterkte en duurzaamheid ten goede komt. Het maken en bewerken van producten van goud en edele metalen is arbeidsintensief. Een goudsmid bewerkt zijn metalen met gespecialiseerde gereedschappen, waarbij meestal verhitting van het metaal noodzakelijk is. Voor sommige siervoorwerpen worden matrijzen gemaakt waarin vloeibaar gemaakte metalen worden gegoten.

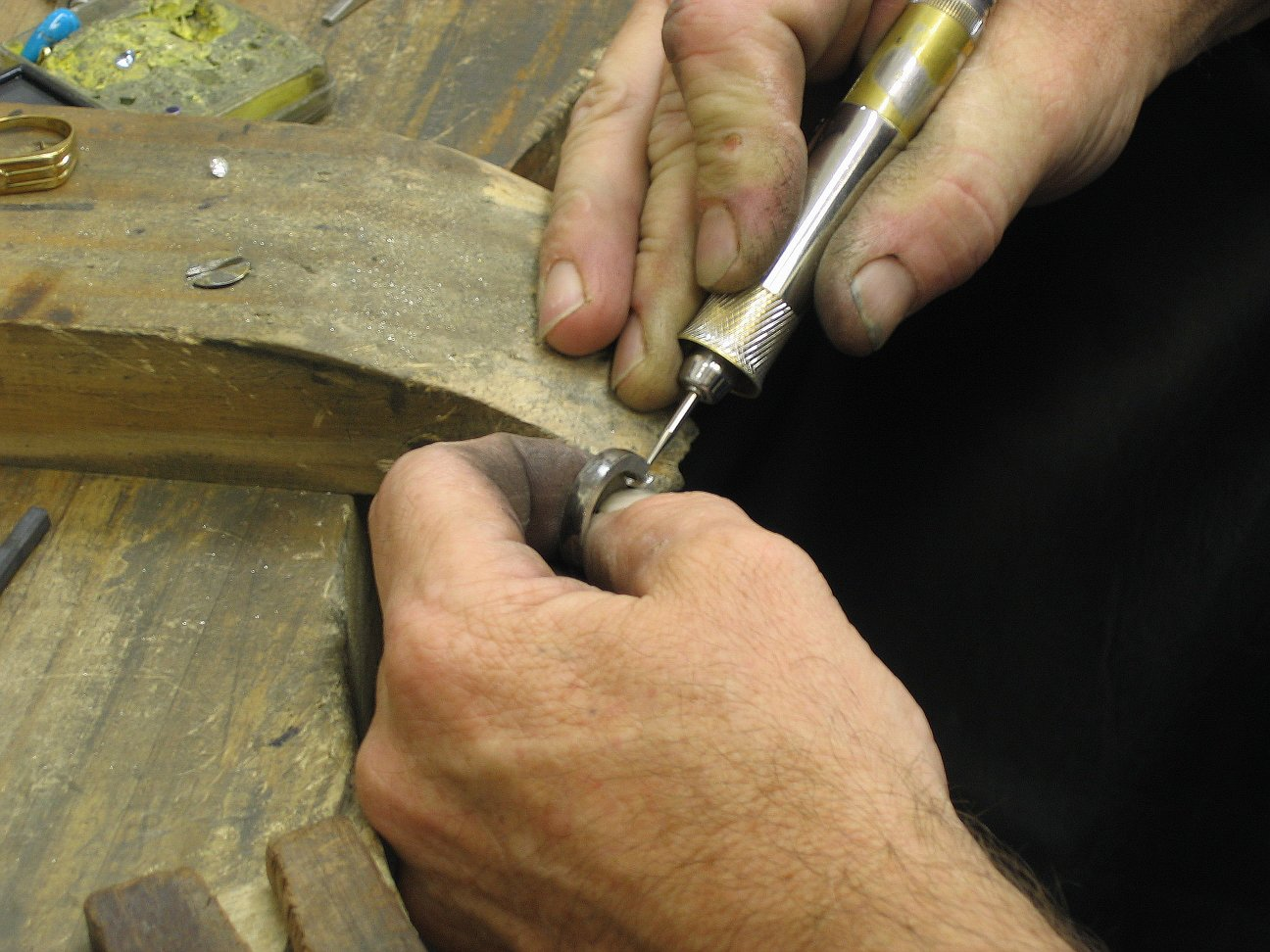
Goudsmid werkend aan een ring

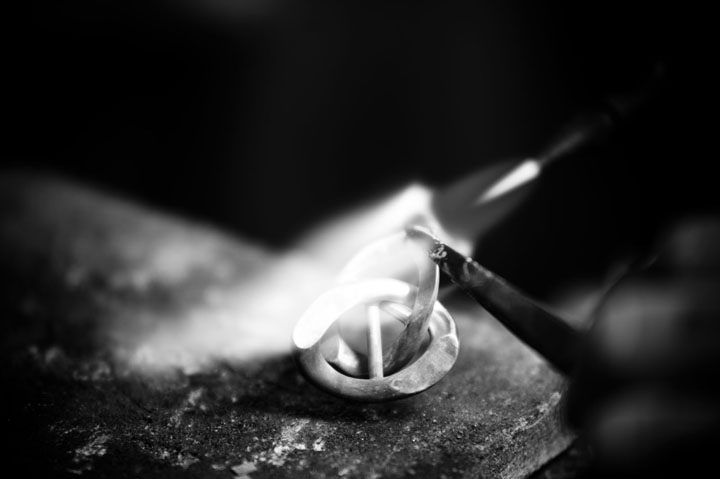
Solderen

### Gieten en hameren
Gieten en hameren zijn de basistechnieken die worden toegepast om een klomp goud in een bepaalde vorm te dwingen. Bij het gieten van goud wordt, net als bij het bronsgieten, de verlorenwasmethode cire perdu, gebruikt. Gehamerd wordt met een goed gepolijste bolhamer, om sporen te voorkomen op de gouden plaat.

### Zagen en knippen
Zagen is een bewerking waar men met iedere beweging van de zaag een kleine hoeveelheid materiaal wegneemt (verspaant). Knippen is een bewerking met een schaar waarbij men mechanisch, middels twee elkaar kruisende metalen delen (messen), het te bewerken materiaal in tweeën deelt. Hierbij gaat geen materiaal verloren. In vroeger dagen werd het te bewerken metaal gesneden met een beitel. Vooral de Romeinen gebruikten deze techniek, die later werd overgenomen door de Byzantijnen. Deze techniek wordt hier niet veel meer gebruikt, omdat hij slechts op dun materiaal kan worden toegepast. Tegenwoordig gebruikt de goudsmid voor het bewerken van plaatmateriaal meestal een schaar, plaatschaar of guillotineschaar. Bij het knippen zal de snede echter vervormen. Derhalve is deze techniek in de meeste gevallen niet precies genoeg. De moderne goudsmid zal daarom in de meeste gevallen zijn materiaal zagen. Hiervoor gebruikt hij een zaagbeugel, ook wel span genoemd.

### Boren en vijlen
Ronde gaten kunnen geboord worden met diverse boren. Dit kan een doel op zichzelf zijn, bijvoorbeeld als decoratie, maar ook om in het materiaal een beginpunt voor een zaagsnede te maken.
Er bestaan vele soorten vijlen in diverse vormen en diverse grofheden van basterd tot zoet. De meest bekende soorten zijn: blokvijl, driekantige vijl, rondvijl, mes vijl, halfronde vijl, scharniervijl, barette vijl, dakvijl en de vogeltong vijl. Vijlen is een techniek waarbij men met iedere beweging van de vijl een kleine hoeveelheid materiaal wegneemt (verspaant). Men vijlt om iets vorm te geven, om een ruwe rand glad te maken of om een deel passend te maken op een ander deel van het werkstuk.

### Solderen en buigen
Solderen is een techniek om twee of meer edelmetalen voorwerpen te verbinden. Dit wordt gedaan door de te solderen delen te verwarmen en het soldeer als verbindingsmiddel er tussen te laten vloeien. Hierbij wordt gebruikgemaakt van een vloeimiddel, traditioneel borax. Het soldeer is meestal een legering van een edelmetaal gelijk aan dat van het werkstuk. Men spreekt van hardsolderen als het soldeer een lager smeltpunt heeft. Bij zachtsolderen gebruikt men een soldeer dat bestaat uit een tin legering. Deze manier van solderen wordt in de elektrotechniek en de loodgieterij toegepast; het levert een zwakke verbinding op. Wanneer bij een werkstuk onedel metaal gebruikt wordt, kan het niet gekeurd worden door een waarborgkantoor, en mag het derhalve niet als een edelmetalen werkstuk worden gestempeld.
Edelmetaal kan worden gebogen en zo in een gewenste vorm worden gebracht. Voor het buigen kan men gebruikmaken van hulpmiddelen zoals een tang, triboulette of een ander voorwerp met een vorm die men over wil brengen in het werkstuk. Het metaal kan tot op zekere hoogte maar in een keer vervormd worden. Word het metaal te ver vervormd, dan zullen er scheurtjes in het werkstuk ontstaan. Om dit te voorkomen moet men het werkstuk bij herhaling gloeien om de kristallijn structuur te ontlasten en verder vervormen mogelijk te maken.

### Moderne technieken
Tegenwoordig behoort het 3D-printen ook tot de technieken van goudsmeden. Op de computer wordt een driedimensionale tekening gemaakt en deze kan geprint worden in een speciale was. Door middel van slingergieten (verloren wasmethode) kan het model omgezet worden in onder andere zilver, goud en platina.

### Decoratietechnieken
Drijven is een vergelijkbare techniek als het hameren bij de basistechnieken, alleen gebeurt dit met fijnere instrumenten om een decoratie in het oppervlak aan te brengen. Bij ciseleren wordt in plaats van een bolhamer een centerponsje gebruikt, waarbij als ondergrond pek of lood wordt gebruikt.
Bij graveren wordt met een graveersteker een dun stukje metaal uit het goud gestoken. Het voorwerp kan verder worden versierd met bijvoorbeeld filigraanwerk, email, inlegwerk of het inzetten van edelstenen.

## Bekende goud- en edelsmeden

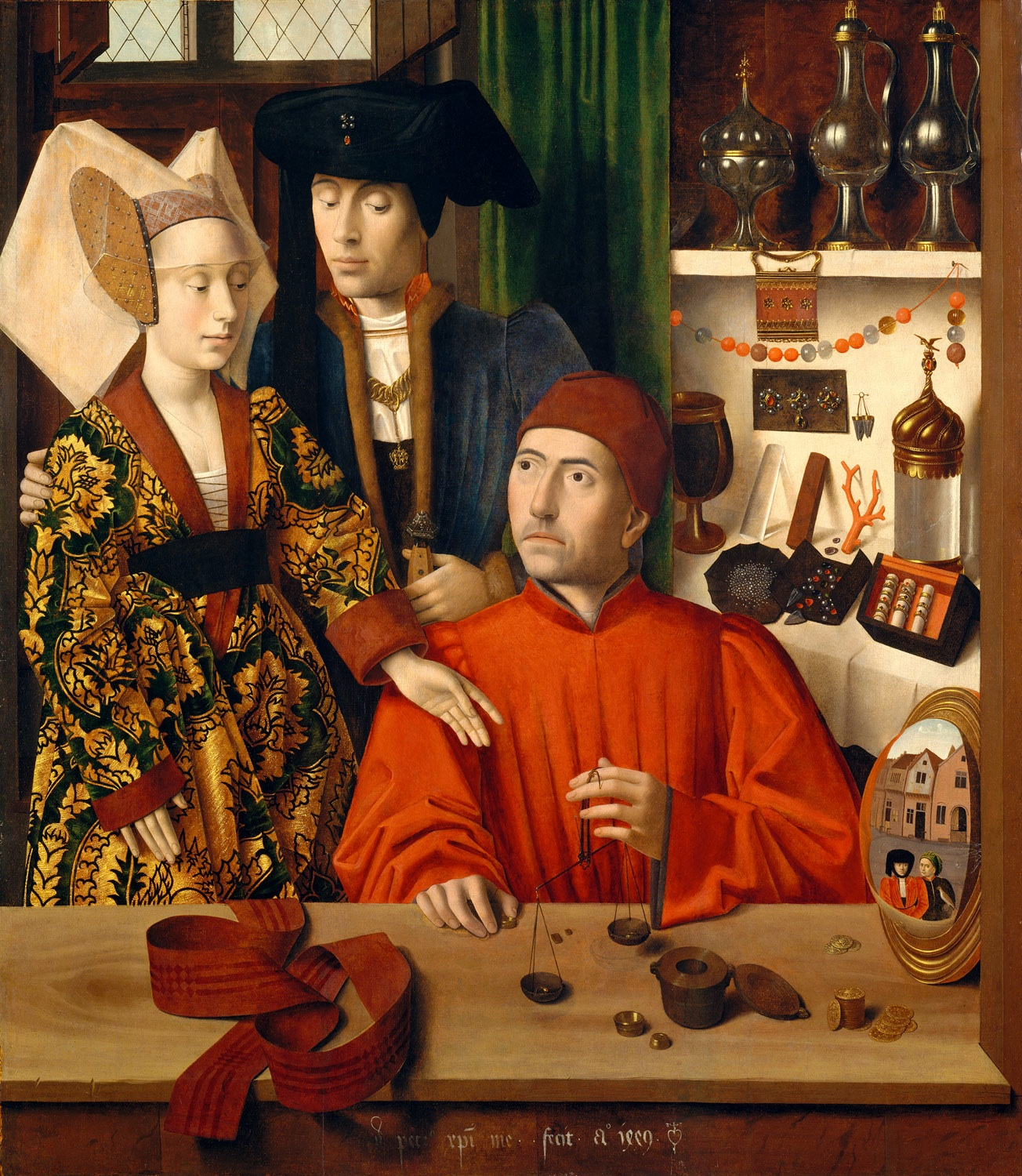
Een goudsmid in zijn winkel, eerder gedacht Eligius te zijn (Petrus Christus, 1449, Metropolitan Museum of Art, New York)

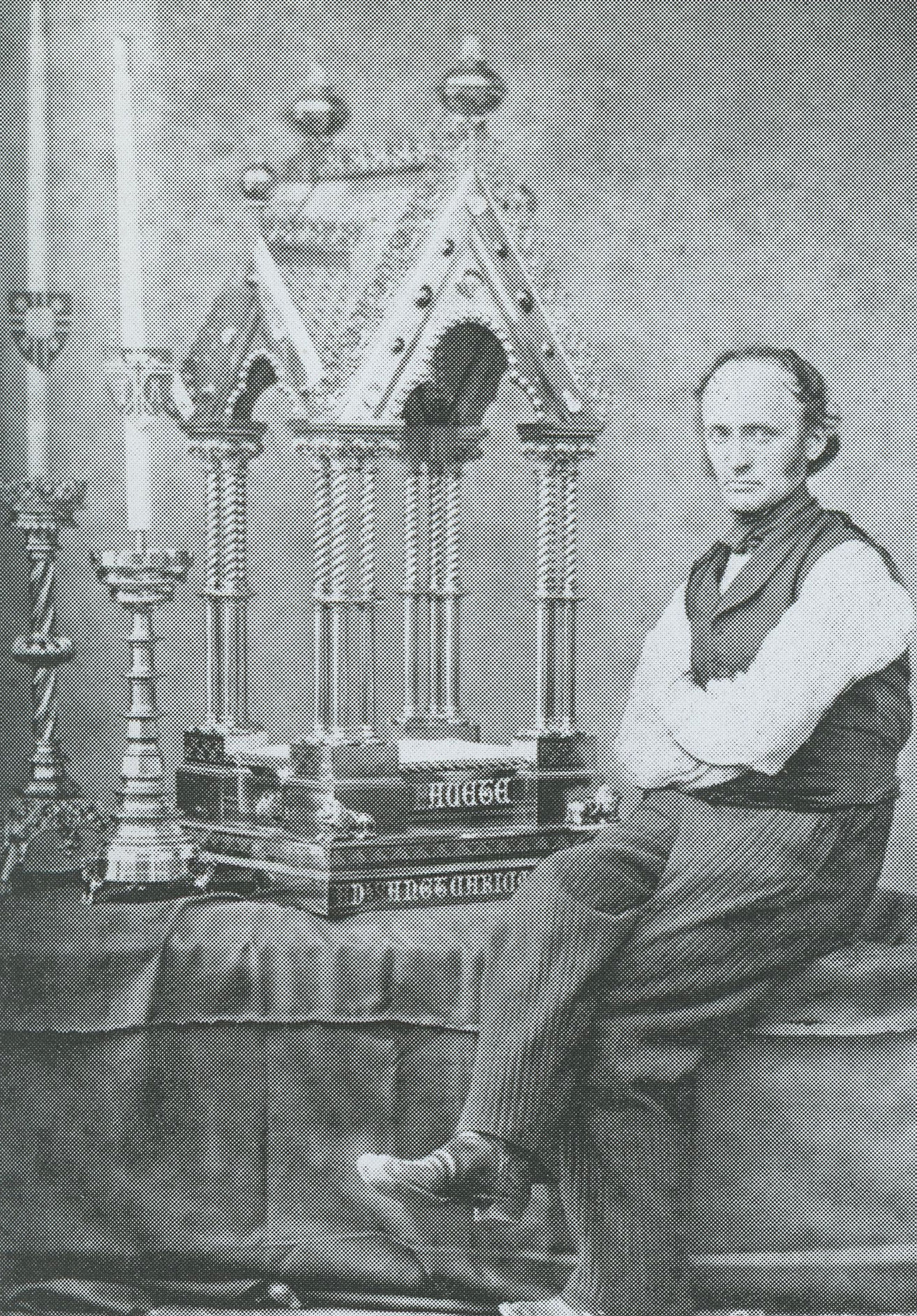
Gerard Bartel Brom (1831-1882) met een werkstuk van Edelsmidse Brom

### Voor 1800
- Eligius
- Reinier van Hoei
- Godfried van Hoei
- Hugo van Oignies
- Nicolaas van Verdun
- Aert van Tricht
- Hans von Reutlingen
- Lorenzo Ghiberti (ook beeldhouwer)
- Benvenuto Cellini (ook beeldhouwer)

### België
- Nedda El-Asmar
- Bourdon (edelsmederij)
- Siegfried De Buck
- Karen Hendrix
- François De Hondt
- Raymond Ruys
- Philippe Wolfers
- Katrin Wouters

### Nederland
- Hans Appenzeller
- Gijs Bakker
- Françoise van den Bosch
- Edelsmidse Brom: Jan Hendrik Brom, Jan Eloy Brom en Leo Brom
- Paul Derrez
- Jan Kriege
- G.H. Lantman
- Emmy van Leersum
- Ted Noten
- Anneke Schat
- Truike Verdegaal
- Marinus Zwollo

### Elders
- Peter Carl Fabergé
- René Lalique
- Georg Jensen

## Werkstukken van goudsmeden

### Antieke beschavingen

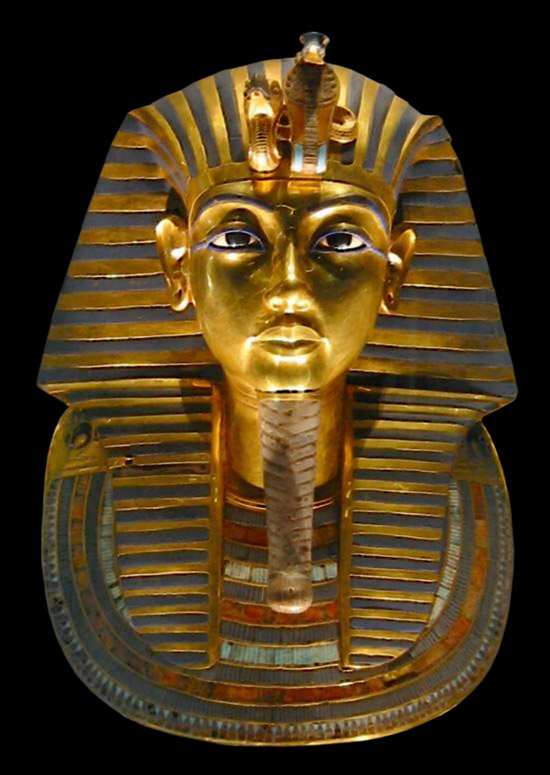
Dodenmasker Toetanchamon, Caïro
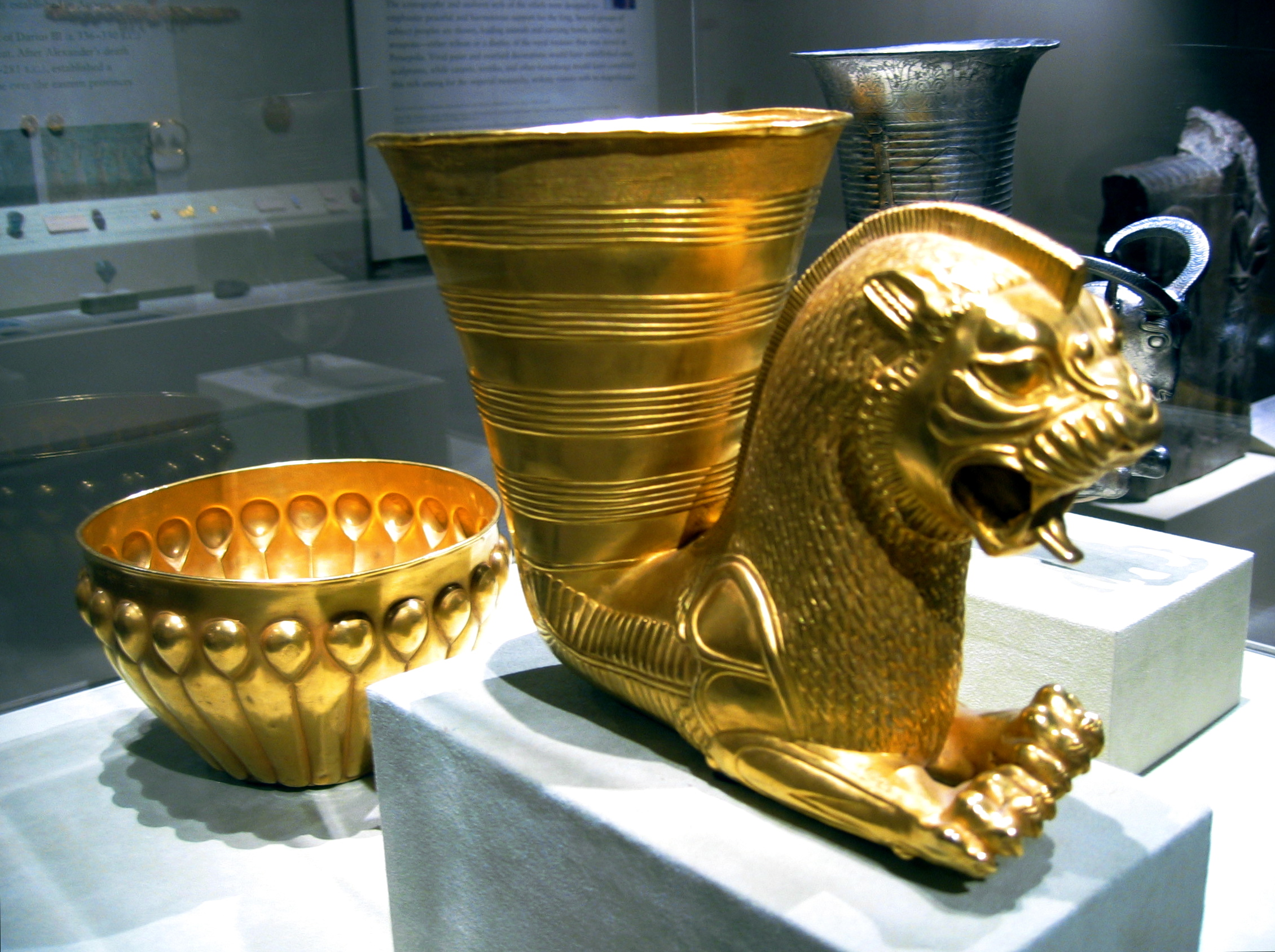
Perzische drinkhoorn, New York
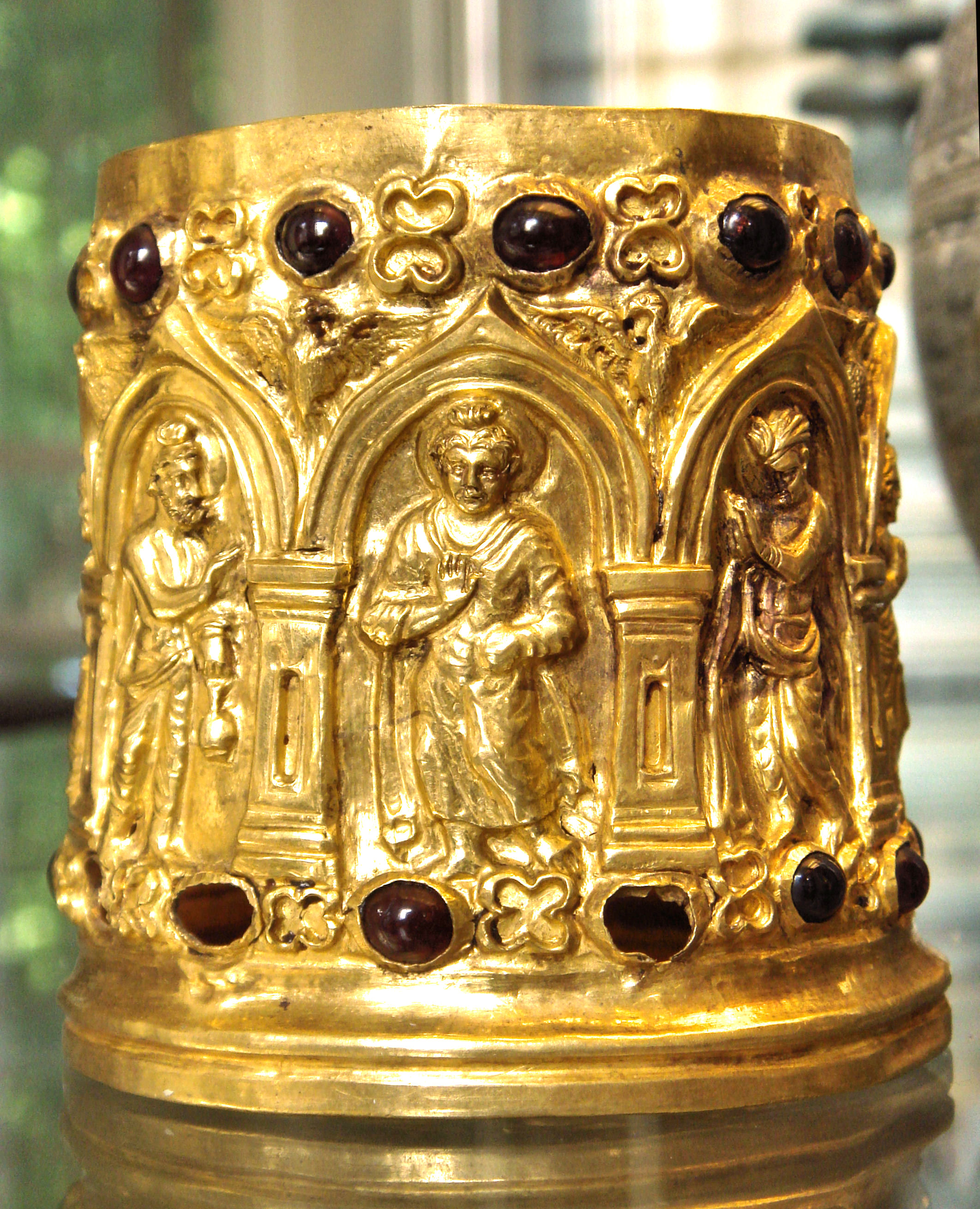
Bimaran reliekhouder, Londen
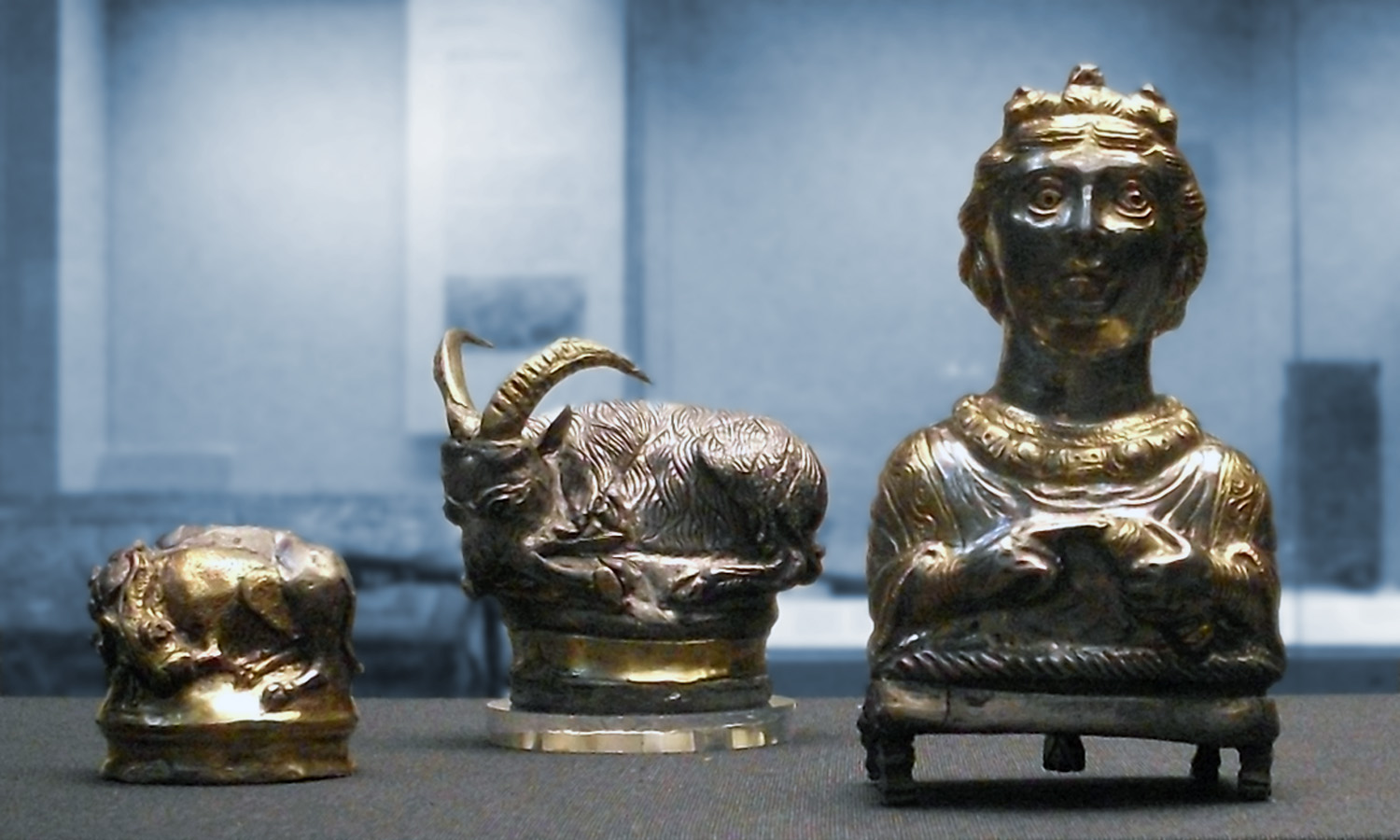
Romeinse peperbussen, Londen

### Middeleeuwen

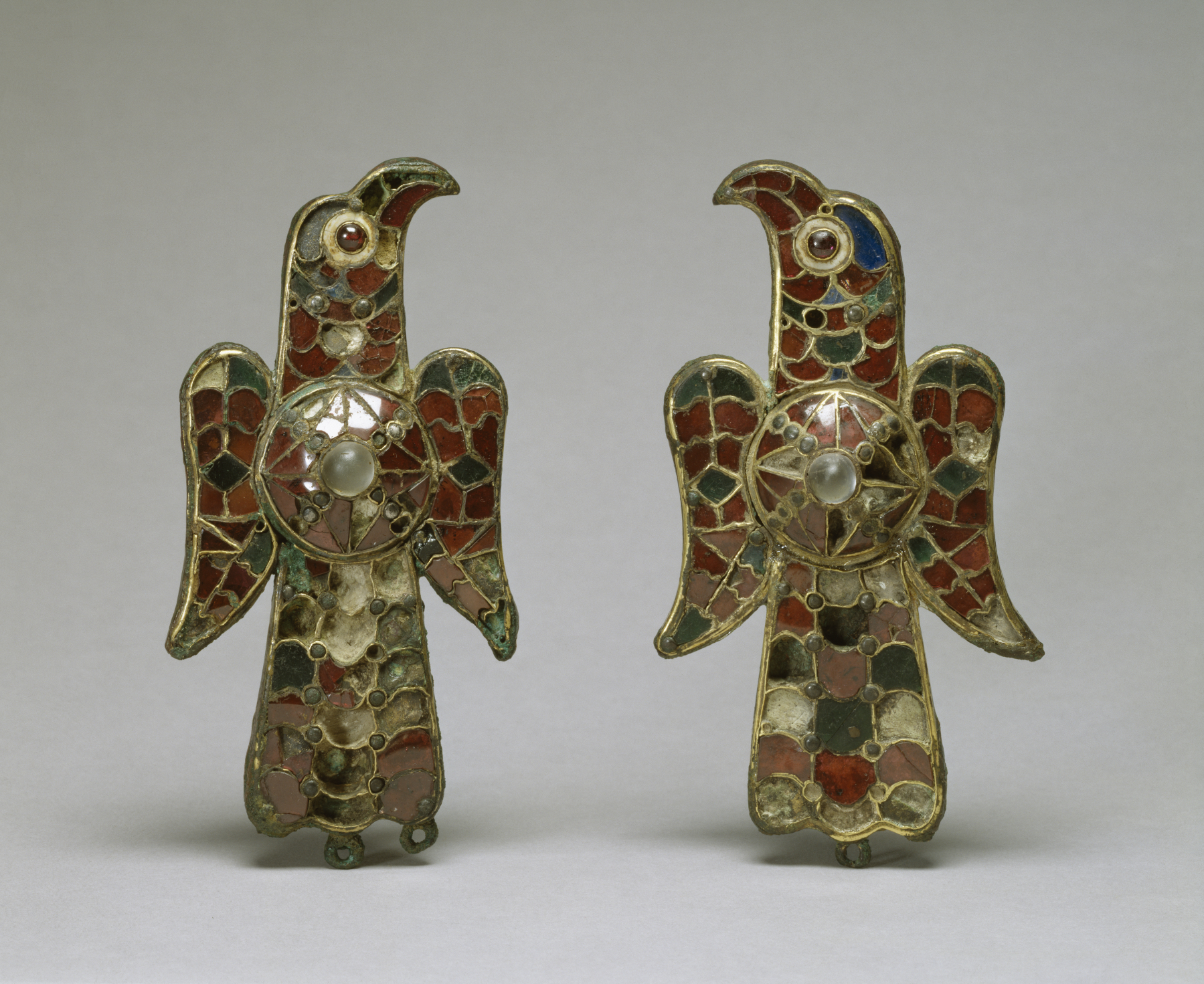
7e-eeuwse fibulae, Baltimore
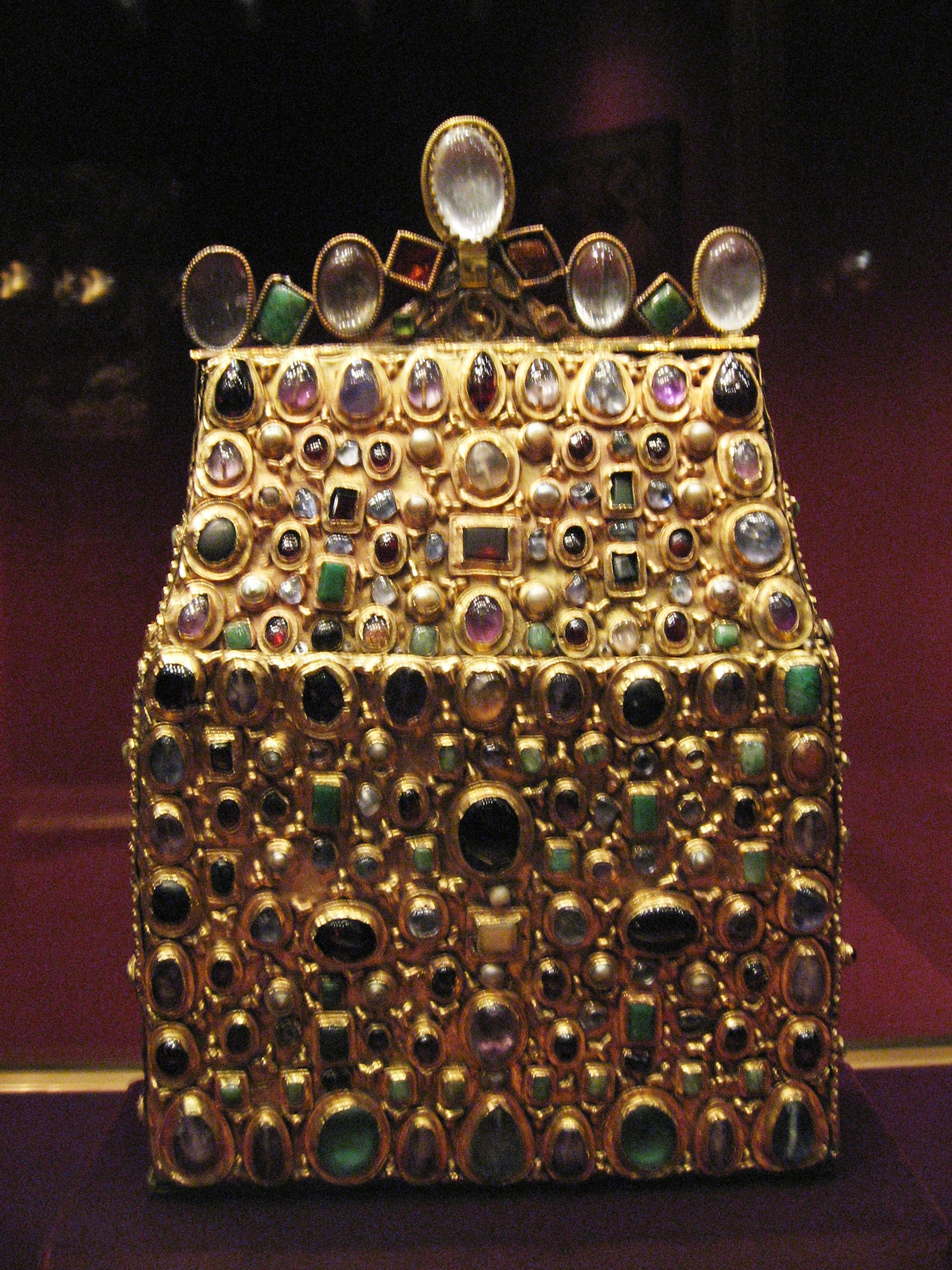
9e-eeuwse Stefanusbeurs, Wenen
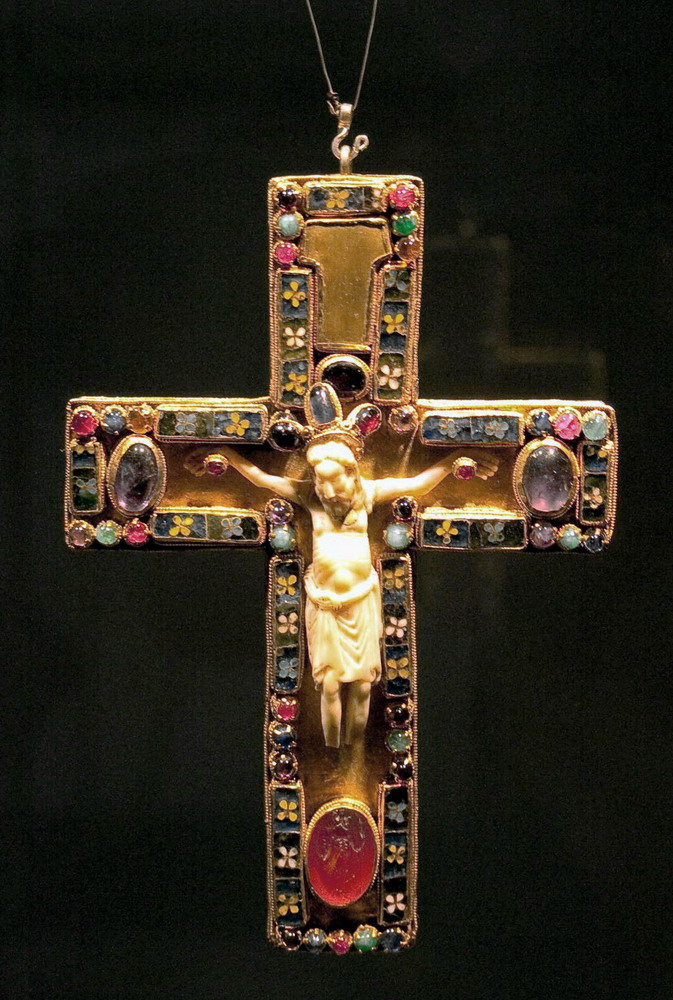
11e-eeuws borstkruis, Maastricht
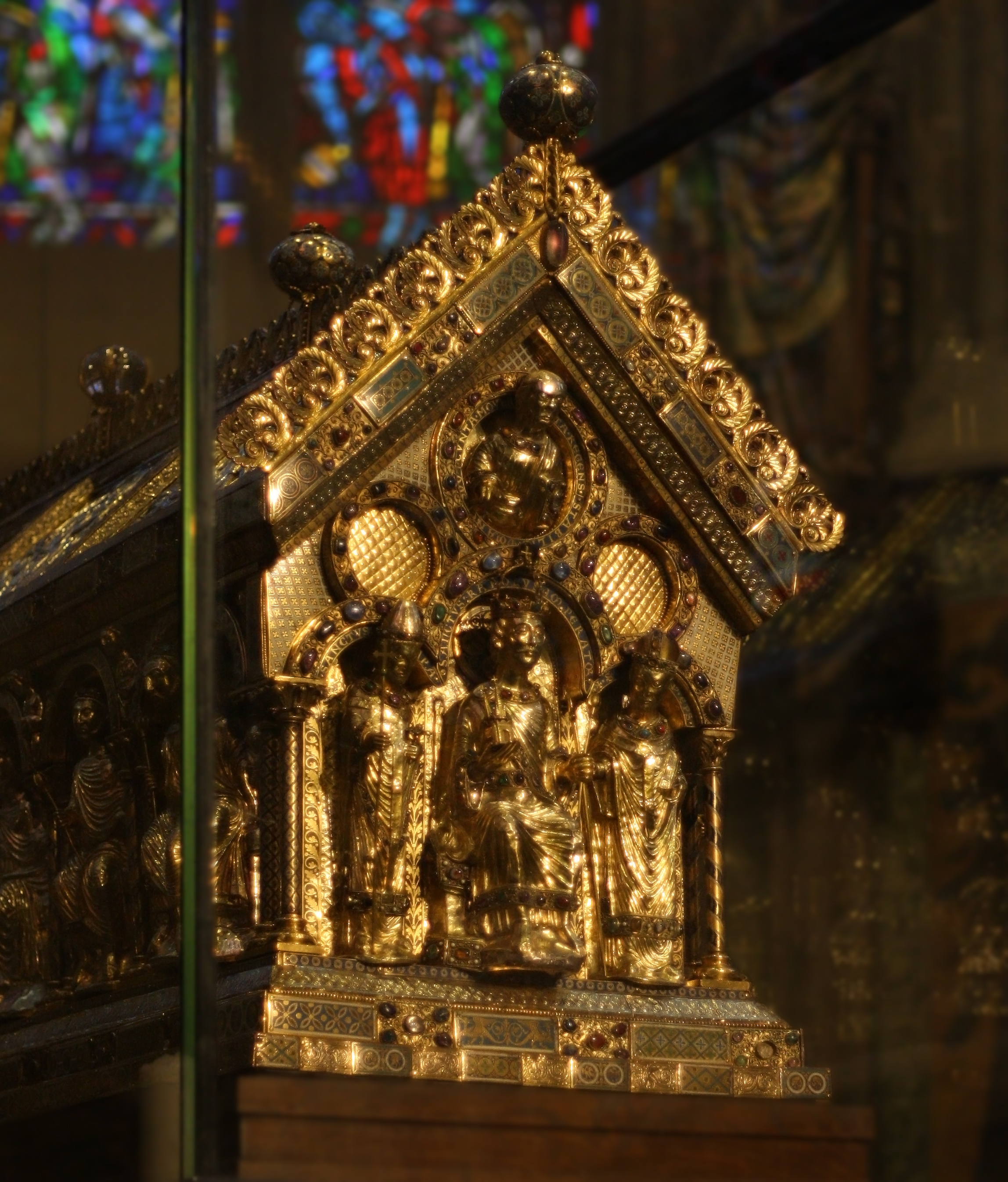
13e-eeuws Karelschrijn, Aken

### Na 1500

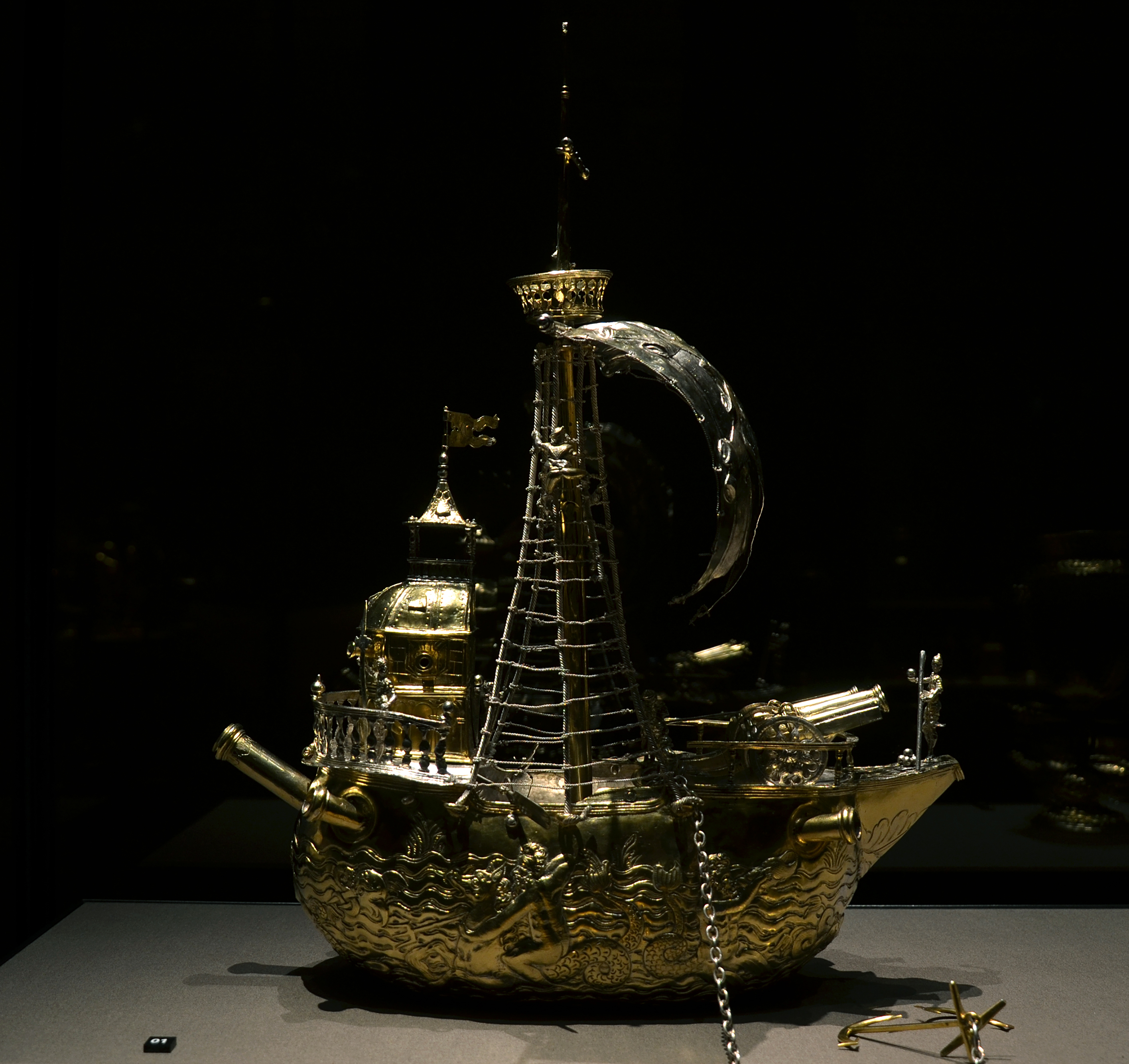
16e-eeuws zilveren galjoen, Wenen
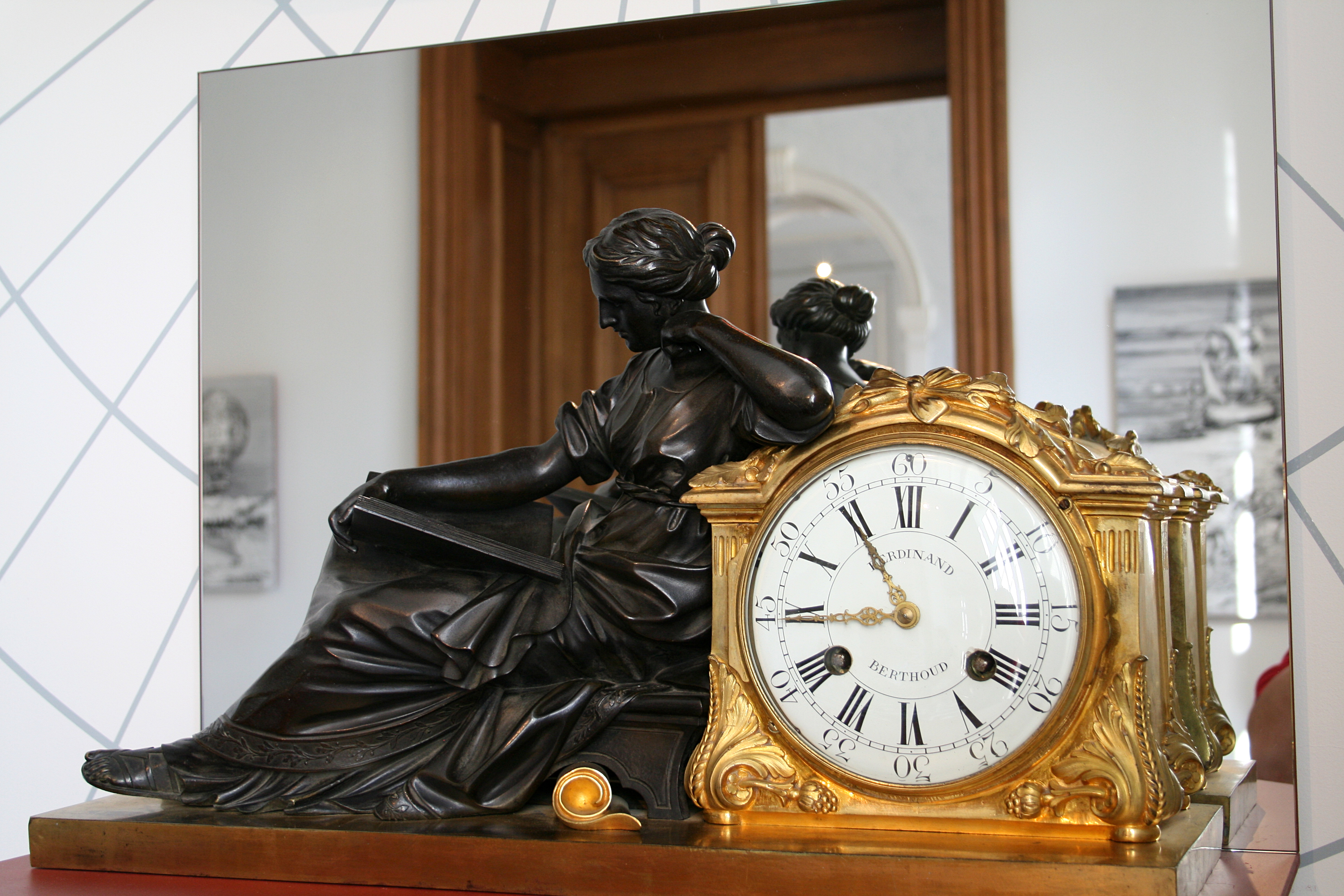
18e-eeuwse klok, Kasteel van Seneffe
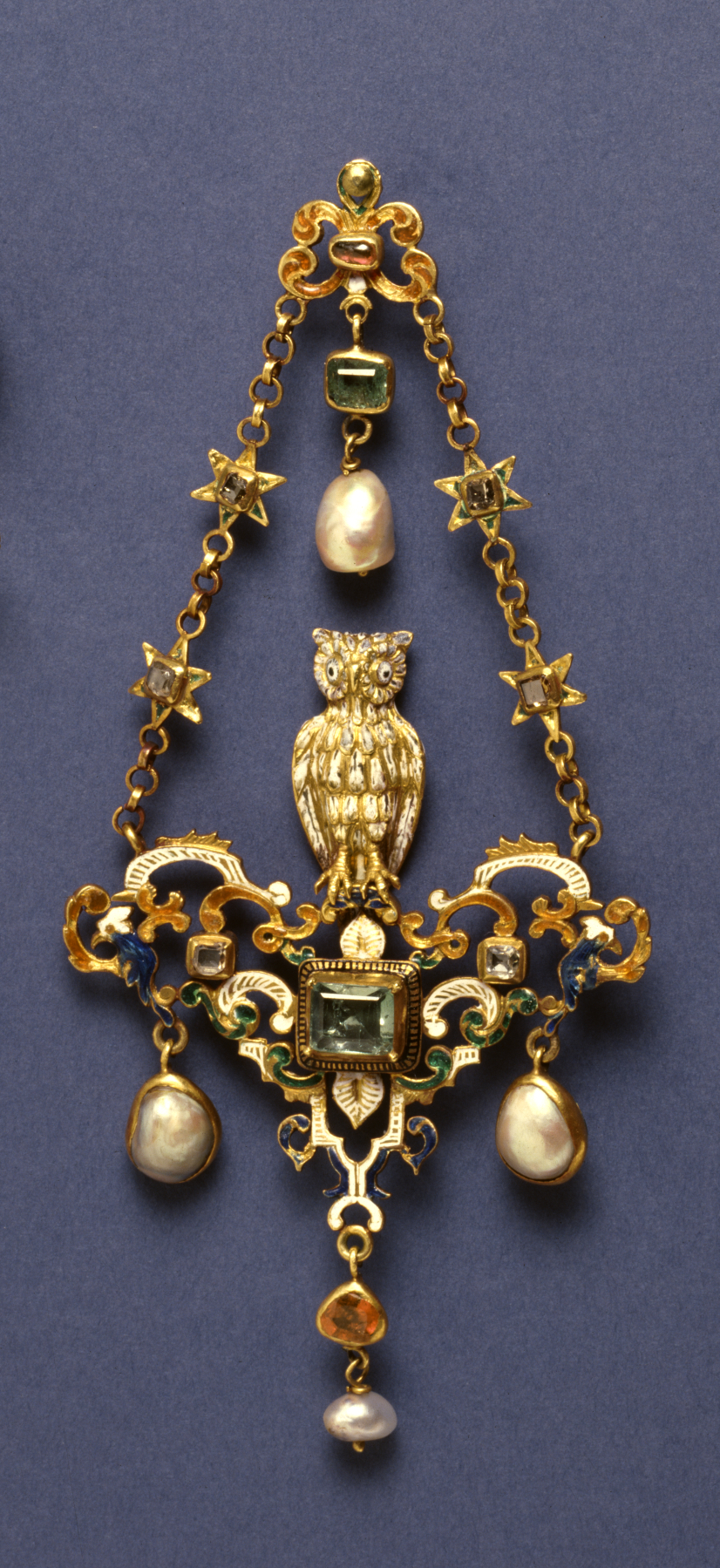
19e-eeuwse oorhanger, Baltimore
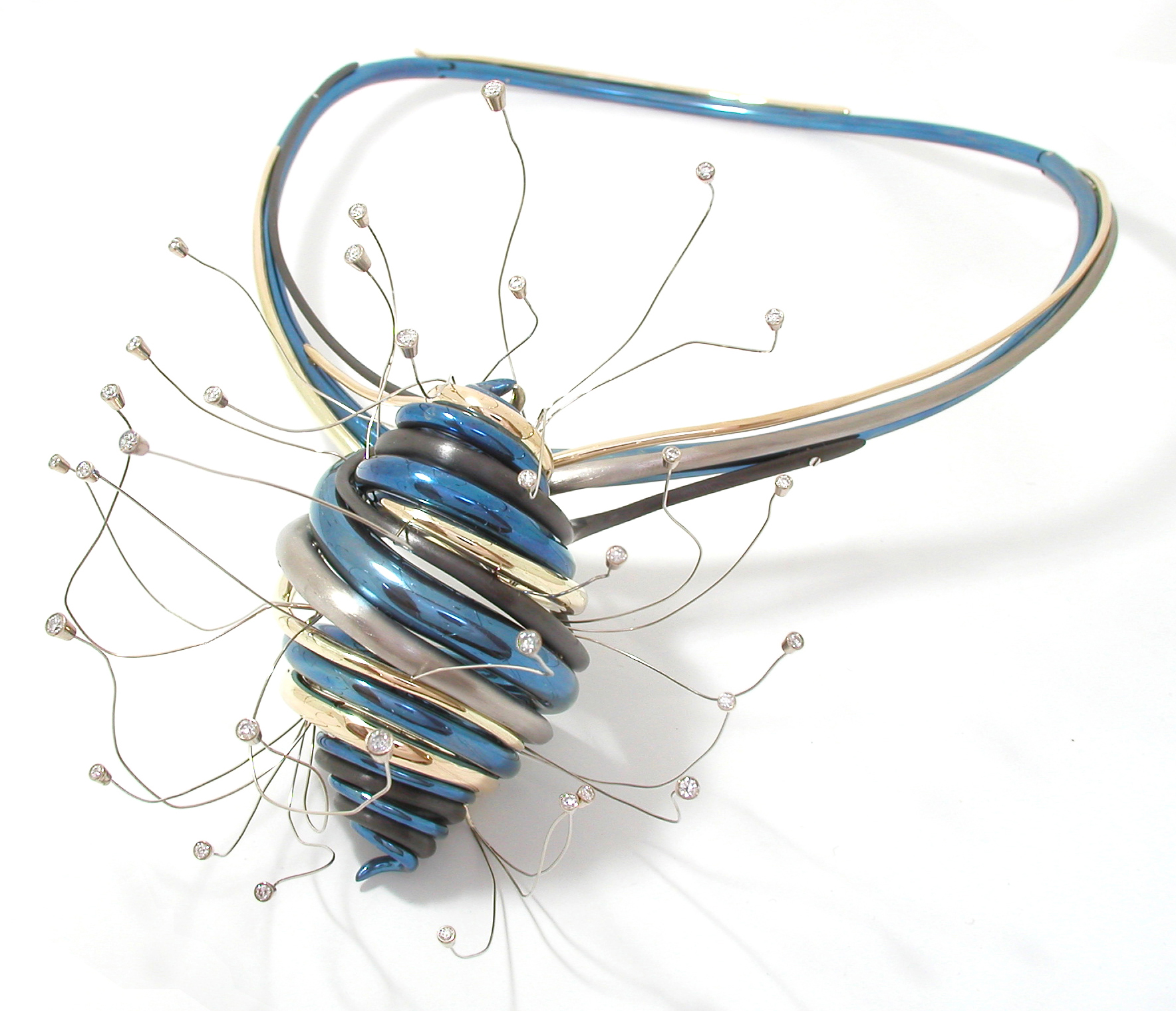
Modern halssieraad